# Parque Estadual de Caxambu
O Parque Estadual de Caxambu está localizado no município de Castro, no Estado do Paraná. Foi criado em 2011, através do Decreto Estadual n.º 3281 de 18 de novembro de 2011, com área de 1040,2278 hectares.
A criação do parque tem como objetivo assegurar a proteção da fauna, dos recursos hídricos e da Floresta Ombrófila Mista, bem como a realização de atividades de educação ambiental e pesquisas científicas.